# 1982 à la télévision
| Années de la télévision : 1979 - 1980 - 1981 - 1982 - 1983 - 1984 - 1985    |
| Décennies de la télévision : 1950 - 1960 - 1970 - 1980 - 1990 - 2000 - 2010 |

Cet article présente les faits marquants de l'année 1982 à la télévision.

## Évènements

### France
- 29 juillet : Création de la Haute Autorité de la communication audiovisuelle. C'est le premier organisme français de régulation de l'audiovisuel. Ses neuf membres sont nommés à parité par le Président de la République, le Président de l'Assemblée Nationale et le Président du Sénat.
- Début du plan câble du ministre des PTT qui prévoit le raccordement de 6 millions de foyers pour 1992.
- Naissance de l'audimat avec l'implantation de l'audimètre dans 650 foyers par le CEO
- Enterrement de la première coproduction télévisuelle Franco-Japonaise, Le Kimono rouge (テレビドラマ「ビゴーを知っていますか」) (téléfilm) de Olivier Gérard & Yuji Murakami.
- 31 août  : Michel May  est nommé PDG de TF1.
- 14 septembre : Bernard Langlois, présentateur du journal d'Antenne 2, est sanctionné pour son commentaire sur la mort de Grace de Monaco.
- Une quatrième chaîne payante est annoncée (elle n'apparaîtra qu'en 1984).
- Gérard Louvin fonde la société Glem productions.

### Luxembourg
- Télé Luxembourg devient RTL Télévision.

États-Unis
- 2 mai: Lancement de The Weather Channel, devenant ainsi la première chaîne de télévision spécialisée en météorologie.

## Émissions
- 1er janvier : Dernière de l'émission Numéro un (émission de télévision) sur TF1.
- 6 janvier : Première de l'émission Platine 45  sur Antenne 2.
- 9 janvier : Première de l'émission Les Enfants du rock sur Antenne 2.
- 10 janvier : Première de l'émission Cinéma, Cinémas sur Antenne 2.
- 12 janvier : 
  - Première de l'émission Mardi Cinéma sur Antenne 2.
  - Première de l'émission Formule Un (émission de télévision) sur TF1.
  - Première de l'émission La Dernière Séance sur (FR3).
- 15 janvier : Dernière de l'émission Aujourd’hui Madame sur Antenne 2.
- 16 janvier : Première de l'émission Champs-Élysées sur Antenne 2.
- 10 février : Dernière de l'émission Les Visiteurs du mercredi  sur TF1.
- 20 mai : Première de l'émission L'Heure de vérité sur Antenne 2.
- 29 juin : Première diffusion de la série animée "Les Mystérieuses Cités d'or (série télévisée d'animation, 1982)" sur NHK au Japon
- 30 juin : Dernière de l'émission L'Île aux enfants sur TF1.
- 13 septembre : 
  - Première de l'émission Le Petit Théâtre de Bouvard sur Antenne 2.
  - Première de l'émission L'Académie des neuf sur Antenne 2.
  - Première de l'émission Le Village dans les nuages sur TF1.
- 19 septembre : Première de l'émission Gym Tonic sur Antenne 2.
- 8 octobre : Première de l'émission Le Bébête show sur TF1.

## Séries télévisées
- 4 mars : Début de la série Police Squad sur le réseau américain ABC.
- 11 septembre : Télétactica sur Antenne 2.
- 26 septembre : Première diffusion de la série K 2000 (Knight Rider) sur le réseau américain NBC.
- 13 décembre : Tom Sawyer (série télévisée d'animation) sur Antenne 2.

En France est diffusée la série américaine Arnold et Willy.

## Distinctions

### Emmy Award(États-Unis)
- Meilleur feuilleton ou série dramatique : Capitaine Furillo
- Meilleure série d'humour : Barney Miller
- Meilleure actrice dans un feuilleton ou une série dramatique : Michael Learned pour le rôle de Mary Benjamin dans Nurse
- Meilleur acteur dans un feuilleton ou une série dramatique : Daniel J. Travanti pour le rôle de Frank Furillo dans Hill Street Blues
- Meilleure actrice dans une série comique : Carol Kane pour le rôle de Simka Dahblitz-Gravas  dans Taxi
- Meilleur acteur dans une série comique : Alan Alda pour le rôle du Capitaine Benjamin Franklin « Œil de Lynx » Pierce dans M*A*S*H

## Principales naissances
- 7 janvier : Lauren Cohan, actrice américano-britannique.
- 4 février : Tatiana-Laurens Delarue, animatrice de télévision française.
- 20 mars : Erica Luttrell, actrice canadienne.
- 8 avril : Adrian Bellani, acteur américain.
- 25 avril : Karine Ferri, animatrice française.
- 2 juin : Jewel Staite, actrice canadienne.
- 14 juin : Lawrence Saint-Victor, acteur américain.
- 9 juillet : Sarah Jonker, actrice néerlandaise.
- 27 juillet : Wolé Parks, acteur américain.
- 28 juillet : Tom Pelphrey, acteur américain.
- 29 août : Kyan Khojandi, acteur et humoriste français.
- 30 septembre : Lacey Chabert, actrice américaine.
- 13 octobre : Stéphanie Loire, animatrice de télévision et de radio française.
- 21 décembre : Thomas Payne, acteur britannique.

## Principaux décès
- 2 mai : Hugh Marlowe, acteur américain (° 30 janvier 1911).
- 14 mai : Hugh Beaumont, acteur, réalisateur et scénariste américain (° 16 février 1909).
- 12 août : Henry Fonda, acteur américain (° 16 mai 1905).
- 6 novembre : Marc Gilbert, journaliste français (° 24 avril 1934).
- 23 décembre : Jack Webb, acteur, producteur, réalisateur et scénariste américain (° 2 avril 1920).